# پندر (تفت)

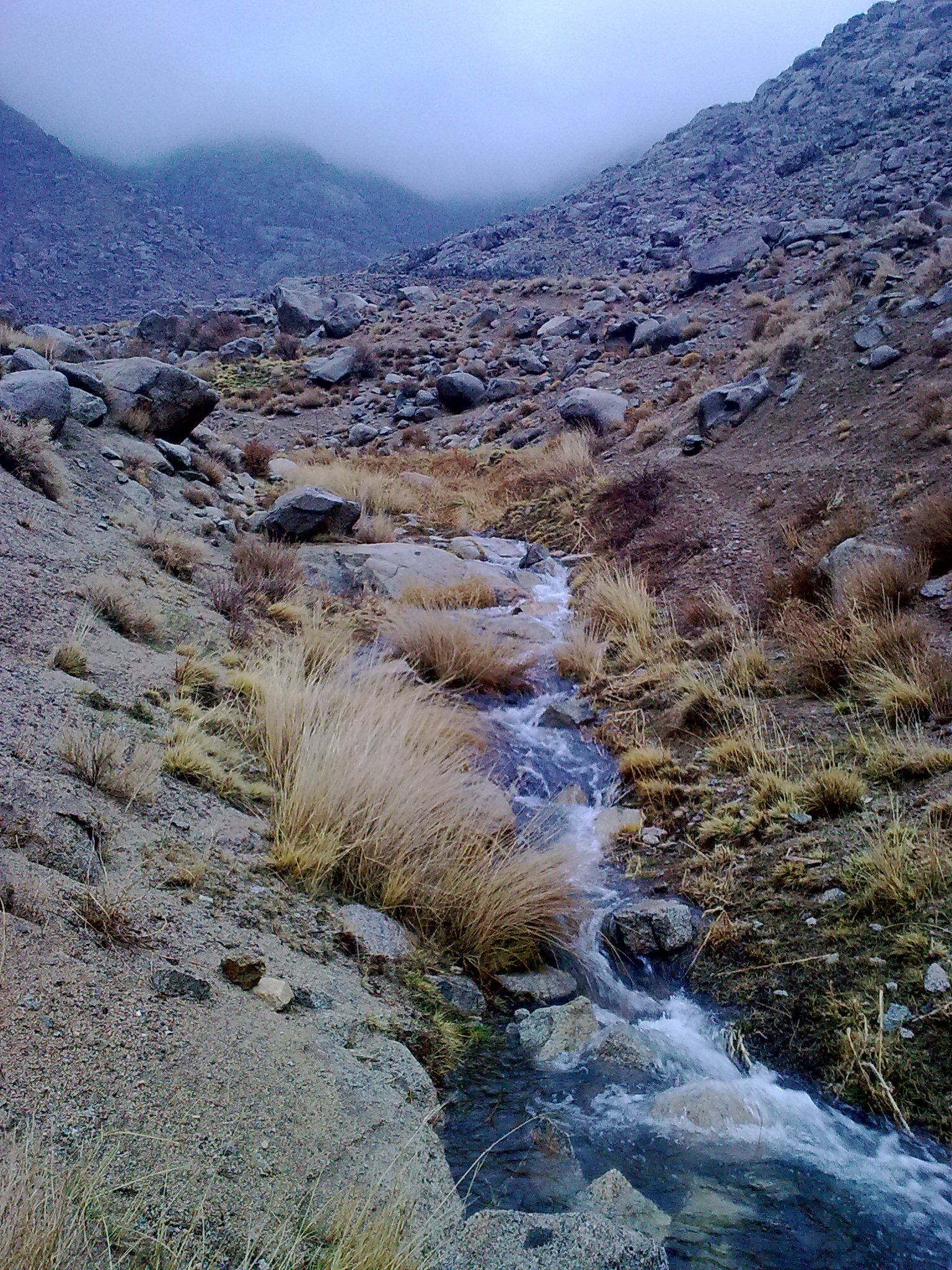
تصویری از طبیعت پندر

روستای پَندَر (به انگلیسی: pandar)روستایی است در بخش نیر شهرستان تفت استان یزد ایران.
در کنار شهرها تاریخی و در جای جای سرزمین پهناور ایران روستاهای ناشناخته‌ای وجود دارند که حافظه‌ای بی بدیل برای جلوه‌های ماندگار میراث فرهنگی هستند. روستای پندر نیز یکی از این روستاهای ماندگار است که در دامنهٔ کوه و در کنار کویر یزد سال‌های سال است که مرکزی زیبا برای تمامی گردشگران است و تعجب هر گردشگری را به خود جلب نموده‌است.
پندر روستایی خوش آب و هوا و کوهستانی است که در اطراف آن چشمه‌های متعددی در جریان هستند و اماکن تاریخی آن نشانی از قدمت این روستا هستند. این روستا بنا بر نظر گیاه شناسان دارای گنجینهٔ بی‌نظیر گیاهان دارویی است. این روستا در شش کیلومتری شرقی نیر و واقع در ضلع شمالی منطقه پشتکوه واقع است. پندر در مجاورت روستاها و کشتزارهای زیادی قرار دارد، روستای چاهوک در جنوب شرق پندر و درفاصلهٔ یک کیلومتری آن قرار دارد، مزرعهٔ محمودآباد در جنوب پندر و در فاصلهٔ یک و نیم کیلومتری آن واقع است و همچنین روستای مهدی‌آباد و مزرعهٔ گلگزار (گُلگودَر) در جنوب غربی پندر قرار دارند. پندر ازطرف شمال به کوه ختم می‌شود که امتداد آن‌ها به منشاد، ارتفاعات نیر، طزرجان و ده بالا کشیده می‌شود.
پندر دارای سه راه ورودی است که یکی راه اصلی و دو راه فرعی هستند. جادهٔ اصلی، جاده‌ای آسفالت است و به جادهٔ اصلی منطقه متصل می‌شود و دو راه دیگر که خاکی هستند یکی از گلگودر و دیگری از چاهک به پندر می‌رسند. پندر بجز راه اصلی ورودی که منطقه‌ای باز است از تمامی جهات به کوه منتهی می‌شود که این یکی از عواملی است که پندر را به منطقه‌ای امن و بدون خطر برای زندگی تبدیل کرده‌است. خود این کوه‌ها دارای دو درهٔ اصلی یعنی لیخدر و پندر می‌شود، درهٔ لیخدر خود دره‌ای تکی و بدون شاخه می‌باشد ولی درهٔ پندر داری دره‌های ریز و درشت متعددی می‌باشد که عبارتند از: لی‌خر (لی: دره)، لی‌تان، لی‌پندر (که به کُپ- بزرگترین کوه پندر- ختم می‌شود)، زردکُپی، لی‌زَهری، لی‌سیاه و لی‌کِلیوگ. رودخانه روستای پندر از کوه‌های روستا سرچشمه می‌گیرد و از میان آن رد می‌شود و امتداد آن تا روستای ارنان در بخش گاریزات ادامه پیدا می‌کند. این رودخانه فصلی است و تنها در فصول زمستان و بهار آب دارد.
در چند سال اخیر به دلیل اعطای زمین های جنوبی روستای پندر به اهالی روستا، خانه های زیادی در این منطقه ساخته شده است و تقریبا یک شهرک جدید برای روستا احداث شده است.

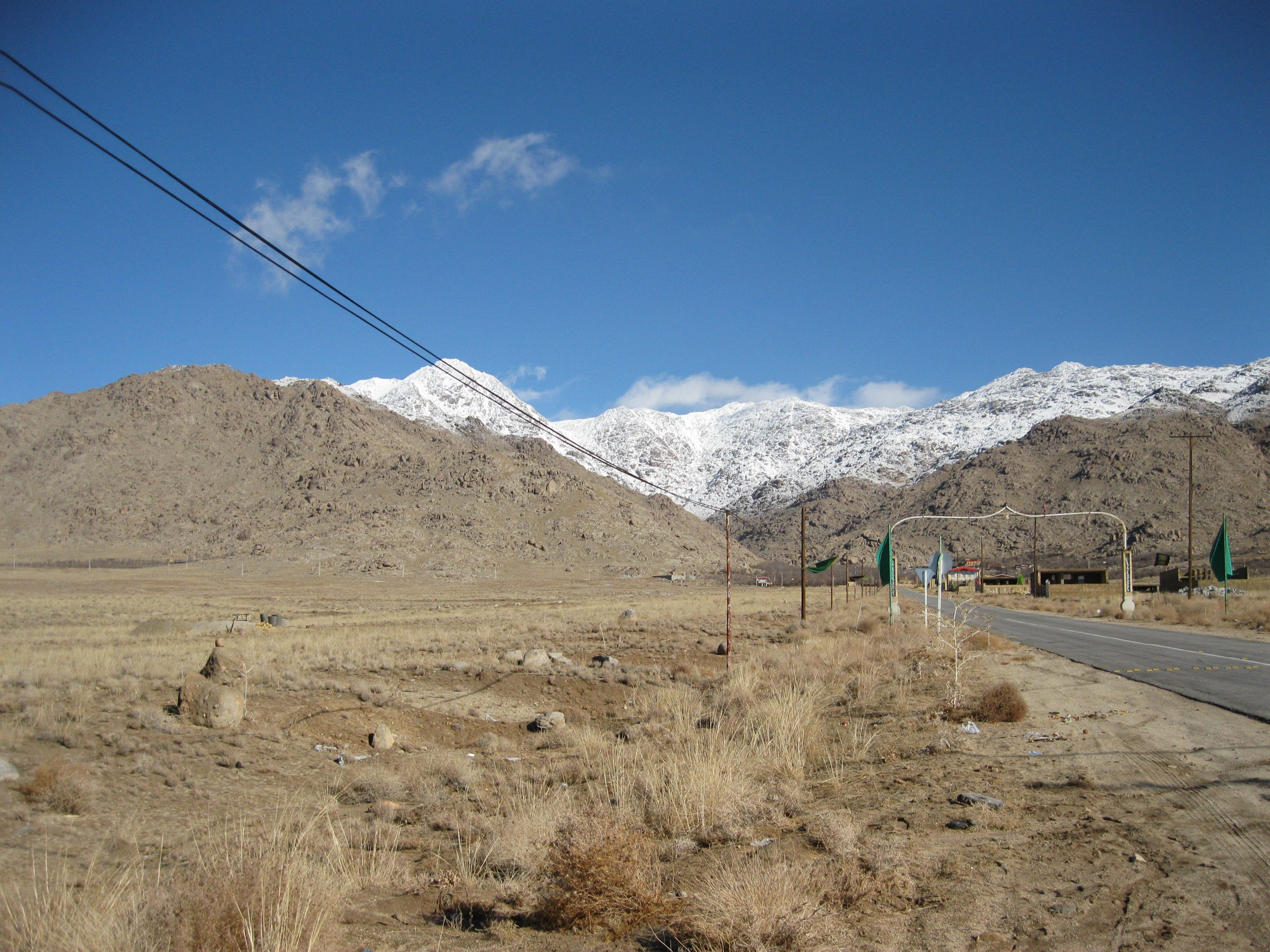
روستای پندر (نمایی از راه ورودی)

## نام‌گذاری
به نقل برخی از اهالی روستا نام پندر از پنج درهٔ بزرگ پندر گرفته شده‌است و در ابتدا پنج دره بوده و با گذشت زمان به صورت پندر درآمده‌است. البته روایت دیگری هم در مورد نام این روستا جود دارد؛ افردی در ابتدا این روستا را محل سکونت خود قرار دادند در پنج خانه زندگی می‌کردند و به این ترتیب نام این‌جا را پنج در گذاشتند که در گذر زمان به پندر تبدیل شده‌است. به هر حال در مورد نام این روستا مدرک معتبری وجود ندارد و نمی‌توان گفتهٔ اهالی را در مورد نام روستا به‌طور کامل قبول یا رد کرد.
همچنین با بررسی های گفتار شناسی و زبان شناسی میتوان مشأ پیدایش این اسم را از ترکیب دو کلمه "پهن+ دره" به حساب آورد که به مرور زمان و برای راحتی در گفتار به "پندر" تغییر شکل داده است.

## جمعیت
به گفته اهالی روستا اولین ساکنان روستای پندر مردمی از دیار هند بوده‌اند.
در مورد جمعیت روستای پندر باید بگوییم که با توجه به مهاجرت‌های فراوان که به شهر یزد صورت گرفته‌است جمعیت روستا به حدود ۴۵۰ نفر می‌رسد و لی در کل و با احتساب کلیه اهالی که در یزد هستند شاید به بیش از ۱۲۰۰ نفر برسد. علت این مهاجرت نبود کار و امکانات کافی در منطقه پشتکوه‌است که اکثر روستاییان را مجبور به حرکت به سمت شهر یزد برای پیدا کردن کار کرده‌است. جمعیت اصلی روستای پندر را می‌توان در طی مراسم خاص و مذهبی که برگزار می‌شود مشاهده کرد. مراسمی مانند عزاداری در ماه محرم و ماه رمضان که تقریباً تمامی اهالی روستا در روستا حضور دارند، نماد کاملی از جمعیت روستا است.

## دین
دین تمامی اهالی پندر اسلام می‌باشد و همگی شیعه مذهب هستند. در این روستا مساجد زیادی است که مسجد جامع روستا مسجد اصلی است و اکثر مراسم مذهبی در آن انجام می‌شود. این روستا همچنین دارای دو حسینیه نیز است. البته از شواهد این‌گونه بر می‌آید که دین اولیه روستای پندر و منطقه پشتکوه زرتشتی بوده‌است زیرا هنوز مراسم‌های خاصی از آن دوران در این روستا به جای مانده‌است که بارزترین ان را می‌توان جشن اسفندگان یا به زبان محلی اسفندی به حساب آورد که یکی از جشن‌های کهن پارسی و از آیین زرتشتی است. البته این جشن با مراسم مذهبی اسلام درآمیخته شده‌است.

## لهجه
لهجه مردم روستای پندر دارای یک حالت هجایی است که به نظر می‌رسد هر حرفی را جدا جدا تلفظ می‌کنند. همچنین لهجه پندری نسبت به فارسی معیار دارای سرعت بیشتری است به صورتی که شاید اگر کسی با ان آشنایی نداشته باشد بعضی از کلمات و عبارات را متوجه نشود. البته با توجه به پیشرفت‌های روزافزون در زمینه رسانه و تلویزیون و مهاجرت بسیاری از اهالی این روستا به استان یزد، این لهجه در سال‌های اخیر بسیاری از لغات خود را فراموش کرده‌است و به لهجه معیار نزدیک تر شده‌است.

## لغت
لهجه پندری از لحاظ لغات دارای فراوانی بسیار است و در آن لغات اصیل ایرانی بسیاری یافت می‌شود که اکثر آن‌ها در فارسی عامیانه از بین رفته‌است. لهجه منطقه پشتکوه استان یزد تقریباً از لحاظ لغوی و آهنگ بسیار به هم شبیه است، هر چند که یک بومی منطقه می‌تواند از نظر تفاوت جزئی در آهنگ کلام تشخیص دهد که هر فرد اهل کدام بخش و روستا است. در لهجه پندری لغاتی از این قبیل وجود دارد:
اسبُل:کبد انسان یا حیوان

بیله:گروه، دسته

تِلِنگ:بشکن زدن

تن خود دادن:اعتنا نکردن، بی اعتنایی

چَشته خور:متوقع

خیارشِنگ:خیار چنبر

خطیفه:حوله

کُلوته:روسری، مقنعه

کِنِسک:خسیس، بخیل

هادِر:مواظب باش

هیلُگْ:مقدار کم هرچیز

هَلْمْ:کود حیوانی

یَهَوْ:ناگهانی، کاری یک دفعه انجام شود

## طریقه ادا
در لهجه پندری در آخر بسیاری از لغات منتهی به حروف اب یا او حرف اِو آورده می‌شود مانند: آب: اِو/ خواب: خِو/ گاو: گِو. همچنین برای صدا زدن افراد نیز اِو به آخر اسامی اضافه می‌شود که نوعی حرف ندا است. این شیوه گفتار بیشتر مربوط به بومیان ساکن روستا مربوط می شود و امروزه به دلیل گسترش رسانه ها و تلویزیون و مهاجرت های زیاد اهالی، تغییرات زیادی در شیوه گفتار حاصل شده است و بسیاری از این موارد در گقتار جوانان رعایت نمیشود.

## مراسم خاص
یکی از مراسم خاص که در این روستا و چند روستای مجاور انجام می‌گردد، مراسم اسفند (اسفندگان) است. این رسم از دیرباز در این روستا مرسوم بوده‌است و مردم هرساله آن را اجرا می‌کنند. چند روز مانده به ماه اسفند (حدوداً ۵ روز) مردم در یک بعد از ظهر به سر مزار و قبرستان می‌آیند و هر کسی برای عزیز از دست رفتهٔ خود خیرات می‌کند و این مراسم تا پاان روز ادامه دارد. در این روز اکثر افرادی که در شهر به سر می‌برند نیز در روستا حضور پیدا می‌کنند و این مراسم را هرچه باشکوه تر برگزار می‌کنند.
آرِنگ:در قدیم معتقد بودند که مرغ خانگی برای اینکه بداند کجا تخم بگذارد یک عدد تخم را در جایی نگه می‌داشتند؛ به این تخم آرِنگ می‌گفتند.

## جاذبه‌های گردشگری
کوپ پندر

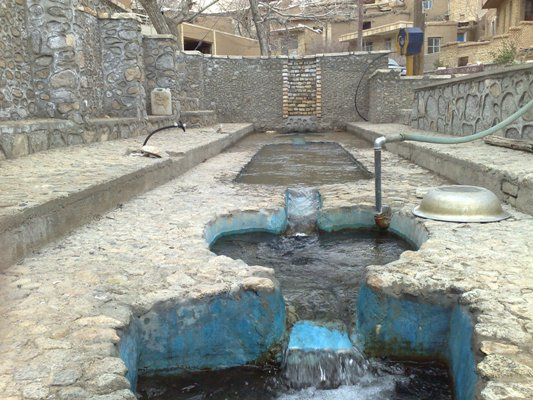
چشمه روستا

کوپ پندر با ارتفاع ۳۸۹۸ متر از سطح دریا است که در شمال این روستا قرار دارد و آب آشامیدنی و کشاورزی روستا از چشمه‌ها و قناتهایی که از دامنه این کوه سرچشمه می‌گیرد تأمین می‌گردد. در بررسی‌های اخیر نشان داده شده‌است که آبهای موجود در سفره‌های زیر زمینی منطقه به علت خشک سالی و بهره‌گیری بیش از حد بعضی مناطق از آن و حفر چاه‌های عمیق، بسیار پایین آمده‌است و مردم برای تأمین آب دچار مشکل هستند.
سنگفرش چشمه
چشمه وسط روستای پندر که در سال ۱۳۸۹ و ۱۳۹۰ سنگفرش شد یکی از زیباترین مکان‌های روستای پندر برای دیدن است.
سنگ خونی
سنگی که بر اثر اصابت شهاب سنگ شکافته شده‌است و دو خط قرمز از مواد مذاب از آن سرازیر شده‌است.

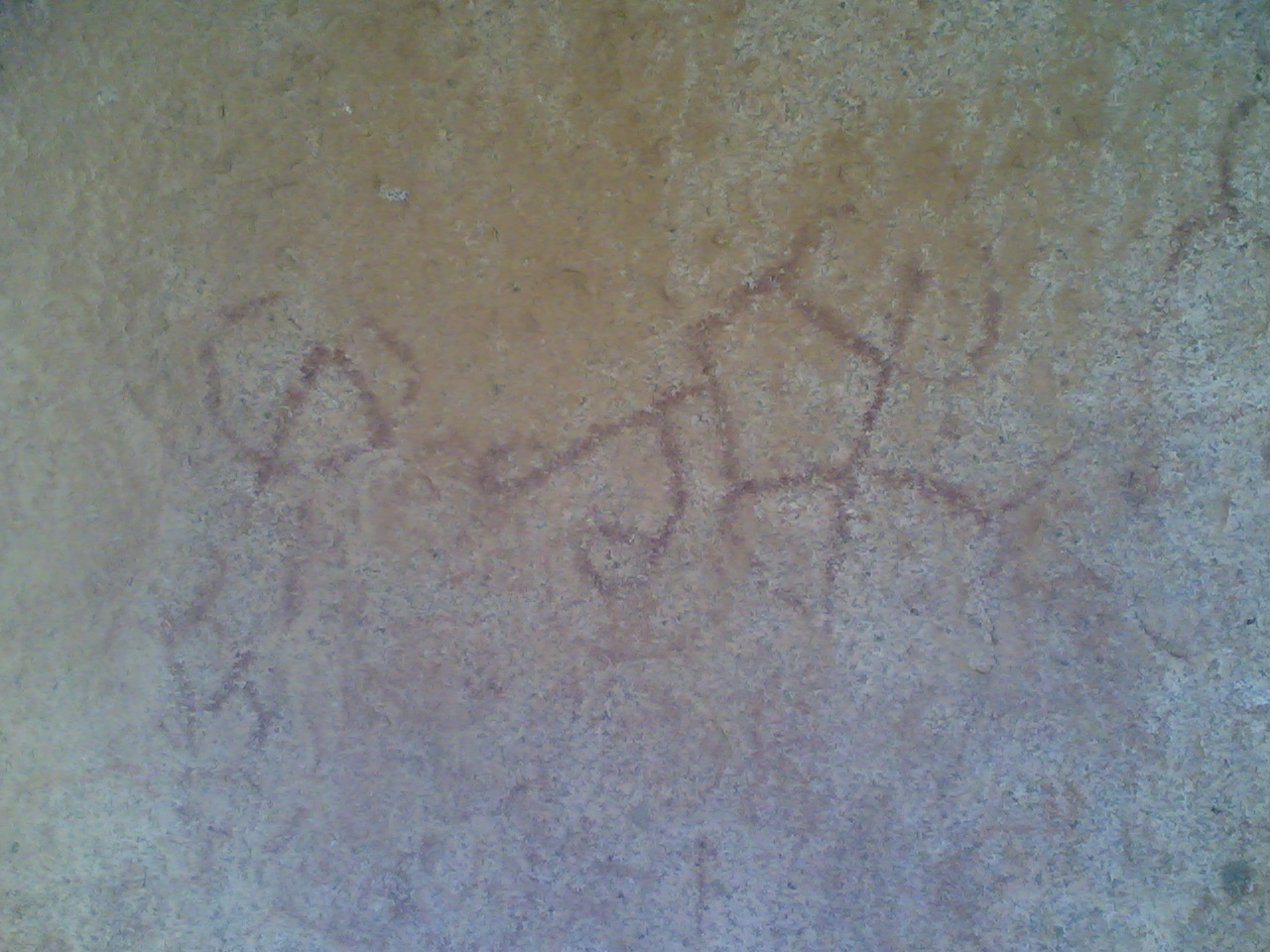
سنگ نوشته
سنگی که بر روی ان با خط عجیبی مطالبی نوشته شده‌است و مربوط به ۲۰۰ سال قبل می‌باشد.
آسیاب آبی پندر
این آسیاب آبی قدمتی ۳۰۰ ساله دارد که در شرق روستای پندر واقع است.

### دره گلگزار
گلگزار (گلگودر) نام یکی از دره‌های خوش آب و هوای روستا است. این دره در فاصلهٔ یک کیلومتری روستا و در طرف غربی آن واقع است. باورها بر این است که آرامگاه زعفر جنی در این دره واقع است. برخی از اهالی روستا بیان می‌کنند که بارها در این دره شاهد جن بوده‌اند. این دره به علت دارا بودن آب کافی محلی برای کشت و زراعت روستاییان شده‌است. در دهانه ورودی این دره استخری وجود دارد که منبعی برای تأمین آب کشاورزی در مزارع گلگودر به حساب می‌آید. وجه تسمیه این دره از آن است که با توجه به موقعیت جغرافیایی دره و خوش آب و هوا بودن آن، گل‌ها و گیاهان زیادی در آن رشد می‌کنند و این باعث شده‌است که آن را از گذشته‌های دور گلگزار گویند؛ اگرچه برای راحت تلفظ کردن آن مردم بومی پندر آن را گلگودر می‌گویند.

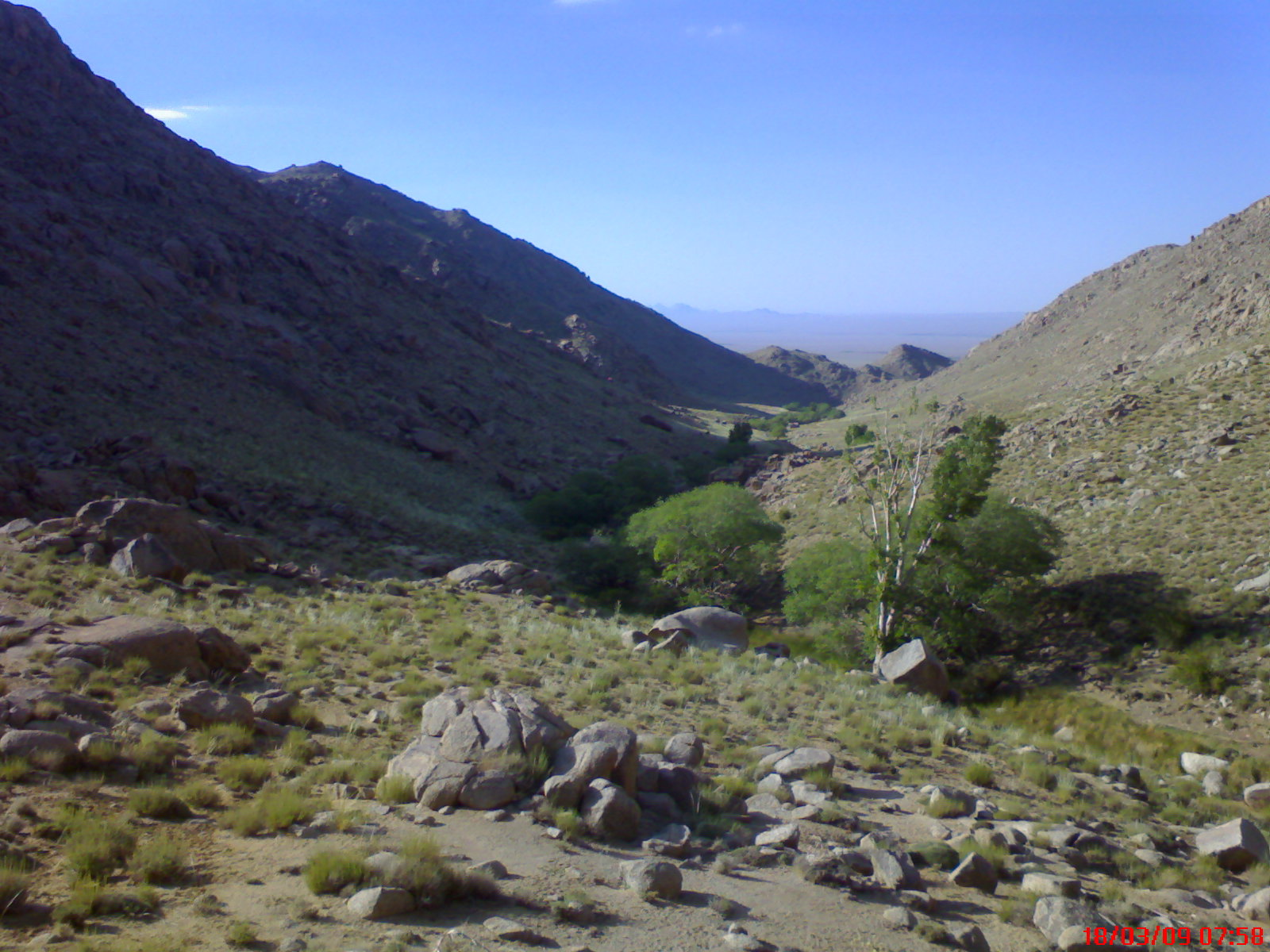
دره گلگزار (گلگودر)

دره گلگودر خود دارای دره‌های کوچک‌تری می‌باشد که عبارتند از لِی دوشوکونوگ، لِی ندسی، لِی نمرزی، لِی کلیوگ که این دره در انتها به مورهای پنج تایی روستای پندر می‌رسد و به کپ ختم می‌شود. ادامه دره گلگودر به دامنه‌های شهرستان نیر می‌رسد. یکی از جنبه‌های اهمیت این دره دارا بودن گیاهان دارویی[۲] و درختان انجیر انبوه می‌باشد. این دره همچنین دارای تعداد زیادی درخت بید می‌باشد که هر ساله برای عرق‌گیری به استان یزد صادر می‌گردد. یکی از شاه راه‌های اصلی منطقه نیز از این دره عبور می‌کند که آنجا را به خاستگاهی برای رهگزران تبدیل کرده‌است. جانوران این دره را می‌توان از گونه‌های مختلف طبقه‌بندی کرد. گلگودر همچنین دارای گوزن و آهو برای شکار می‌باشد.

## مشاهیر[۹]
1. مجید جلالی (مربی کنونی تیم پیکان تهران)
2. دکتر یدالله جلالی پندری (استاد دانشگاه و رئیس دانشکده زبان و ادبیات فارسی دانشگاه یزد)
3. فاطمه رضایی پندری (فاطمه پندری، همسر ناصر الدین شاه)
4. دکتر سیدرضا میرجلالی پندری (استاد اقتصاد دانشگاه یزد)